# Bruno Nobili
Bruno Nobili (Valencia, 7 ottobre 1949) è un allenatore di calcio ed ex calciatore italiano, di ruolo centrocampista.

## Caratteristiche tecniche

### Giocatore
Centrocampista mancino di spiccate attitudini offensive, veniva impiegato come fantasista o come regista. Abile nei calci piazzati, era dotato di buona visione di gioco e di un potente tiro dalla distanza.

## Carriera

### Giocatore
Nasce a Valencia, in Venezuela, ma è di nazionalità italiana. Cresce nelle giovanili della Roma, con cui esordisce in Serie A (con Helenio Herrera) il 27 aprile 1969, nello 0-0 interno contro il Varese. Nelle annate successive viene ceduto, prima in prestito e poi definitivamente, nelle serie inferiori, alla Maceratese e quindi all'Avellino, con cui realizza 12 reti e ottiene la promozione in Serie B. Nel 1973 torna in Serie A, acquistato dal Cagliari: in Sardegna è poco impiegato (13 presenze), tuttavia realizza il suo primo gol nella massima serie, il 17 febbraio 1974 nella vittoriosa trasferta sul campo del Torino.
Nella stagione successiva si trasferisce al Pescara, neopromosso in Serie B. Ne diventerà bandiera e capitano, giocandovi fino al 1982 e conquistando da titolare due promozioni dalla B alla A, tra cui la prima del club abruzzese, nel 1977. Con gli adriatici è il capocannoniere nel primo anno in A con 5 realizzazioni, in un'annata che vede la retrocessione a fine stagione.
Chiude la carriera disputando tre stagioni nelle file del Francavilla, in Serie C1. In carriera ha totalizzato complessivamente 64 presenze e 11 reti in Serie A e 198 presenze e 28 reti in Serie B.

### Allenatore

L'Avezzano Calcio allenato da Bruno Nobili (1986-1987)

Dopo il ritiro inizia la sua carriera da allenatore che lo vede sedersi su molte panchine di squadre di Serie C e dilettanti. Debutta in Abruzzo, sulle panchine di Francavilla (nella Serie C2 1985-1986, nel corso della stagione fu sostituito da Antonio Giammarinaro e poi richiamato in sostituzione di questi), e Avezzano, con cui vince il campionato di Promozione Abruzzo 1986-1987 nel quale la formazione marsicana ottiene 13 vittorie consecutive e la Coppa Italia Dilettanti. In seguito guida il Castel di Sangro, e nel campionato di Serie C2 1992-1993 debutta su una panchina professionistica, subentrando a William Barducci al Gualdo, con cui ottiene la salvezza.
Nel 1993 torna in Abruzzo, con L'Aquila, che allena in due riprese intervallate da una stagione nella Fermana. Nella stagione 1997-1998 torna a Macerata da allenatore, prima di tentare l'avventura nel Fiorenzuola, sempre in Serie C2: in Emilia non conclude la stagione, esonerato a favore del duo Bozzi-Conca. Non ha maggior fortuna l'anno successivo, quando viene chiamato alla Renato Curi Angolana, in Serie D, dove non evita la retrocessione in Eccellenza.
Nella stagione 2002-2003 torna al Castel di Sangro, subentrando ad Alberti e venendo esonerato poco prima del termine della stagione, conclusa con la retrocessione. Nel dicembre 2003 subentra sulla panchina del Francavilla, che conduce fino alle semifinali della Coppa Italia Dilettanti, perse contro il San Paolo Bari.
Il 6 marzo 2013 viene nominato nuovo vice-allenatore del Pescara (di cui aveva già allenato la formazione Primavera), affiancando per motivi di patentino Cristian Bucchi dopo l'esonero di Cristiano Bergodi.
Bibliografia
Bruno Nobili, l'essenza del dribbling 2019

## Palmarès

### Giocatore

#### Competizioni nazionali
- Serie C: 1

Avellino: 1972-1973
- Coppa Italia: 1

Roma: 1968-1969
- Serie C2: 1

Francavilla: 1982-1983

#### Competizioni internazionali
- Coppa Anglo-Italiana: 1

Francavilla: 1984